# Cruzeiro de São Gregório
O Cruzeiro de São Gregório é um monumento religioso, localizado no lugar de São Gregório na freguesia de Cristóval, município de Melgaço, Portugal.
Desde 1910, o Cruzeiro de São Gregório está classificado como Monumento Nacional.

## História
Situado no largo de São Gregório, entre um casario e vários quintais, o cruzeiro de São Gregório é uma composição quinhentista tardia, ou de inícios do século XVII, de cariz religioso.

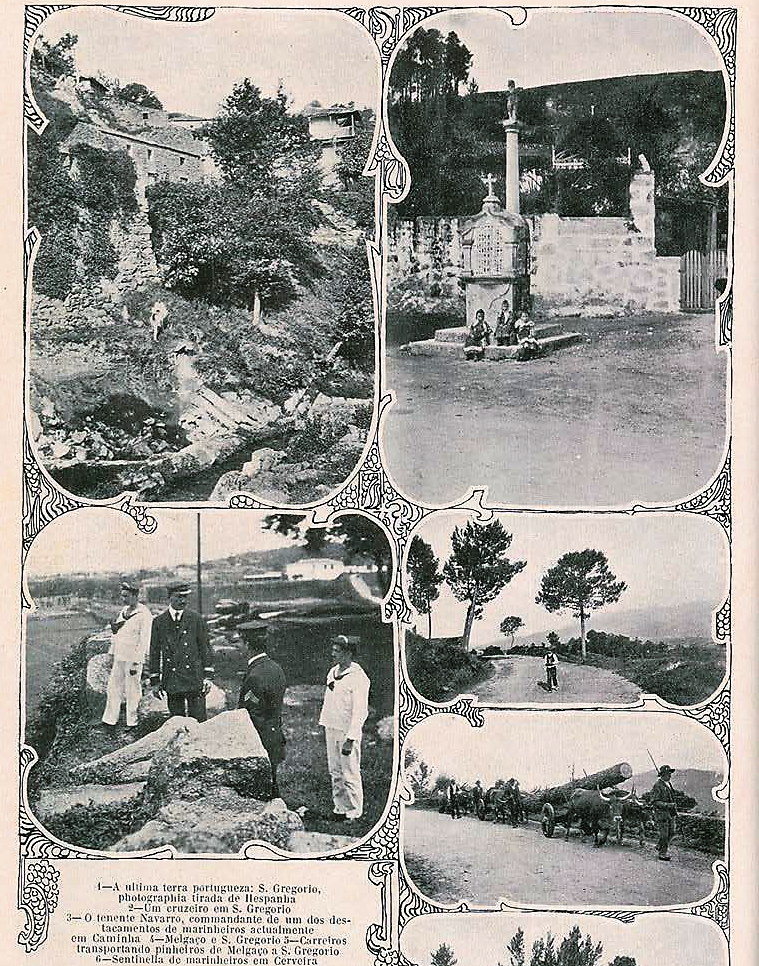
Excerto da foto-reportagem "No Paíz dos Conspiradores", da revista "Ilustração Portugueza", edição de 3 de Julho de 1911, onde é retratado o cruzeiro e a localidade minhota de São Gregório

Construído durante o domínio filipino, quando Portugal e Espanha estavam unidos sob o mesmo reinado, o seu estilo classifica-se como de arquitectura chã ou ainda, por alguns, de estilo chão, sendo originalmente denominado como "plain architecture" em inglês. Proposto por George Kubler, este estilo primava pela sua simplicidade, com estruturas claras e robustas, superfícies lisas e suaves, de muito pouca decoração, rompendo portanto com o período e estilo manuelino de então, onde se pretendia ostentar uma carregada exuberância de formas, erguidas e construídas através de matérias-primas caras e preciosas, para além de se recorrer a uma interpretação naturalista-simbólica com o uso de motivos florais, animais exóticos ou até de instrumentos náuticos, em invocação à Era dos Descobrimentos e às riquezas trazidas de todo o império português. Um dos factores para este estilo mais contido e simplista deveu-se sobretudo às limitações e grandes reveses económicos provenientes da dinastia filipina e dos seus antigos conflitos com os reinos de Inglaterra, França e Flandres.

## Descrição
Composta inteiramente por pedra retirada da própria região, erguendo-se sobre um soco composto por apenas dois degraus quadrangulares, assentes num simples paralelepípedo, isento de qualquer forma de decoração, o cruzeiro é sustentado por uma coluna de fuste liso, estreitando ligeiramente no topo, sem base, no estilo das ordem dóricas. Acima, existe um capitel, de forma quadrangular, com os lados côncavos, sobre um pequeno coxim ou equino circular. Sobre ele, ergue-se ainda uma cruz latina, composta por toros podados, sendo visíveis nas suas faces, e de destacar pela qualidade das suas figuras escultóricas, duas representações em lados opostos: de um lado, a figura de Cristo na cruz, e do outro, a Virgem Maria, ilustrada como a Rainha do Céu, sendo as suas mãos apresentadas em pose de oração e os seus pés estando assentes em três figuras angelicais. 
Abaixo, na base do cruzeiro estão ainda adossadas umas alminhas com nicho, enquadradas por pequenas e lisas pilastras, rematadas por um frontão curvo, datadas do século XIX..